# Svaghedszone
En tektonisk svaghedszone er for det meste en stejlt liggende struktur i jordskorpen, der er mindre stabil end omgivelserne.
| Geologi | Spire Denne artikel om geologi er en spire som bør udbygges. Du er velkommen til at hjælpe Wikipedia ved at udvide den. |